# María Isabel (telenovella, 1997)
A María Isabel 1997 és 1998 között vetített mexikói teleregény, amelyet Yolanda Vargas Dulché alkotott. A főbb szerepekben Adela Noriega, Fernando Carrillo, Lorena Herrera, Rafael Rojas, Patricia Reyes Spíndola és Lilia Aragón látható. Az 1967-es María Isabel remake-je.
Mexikóban 1997. augusztus 4-én a Canal de las Estrellas, Magyarországon a TV2 2000. október 19-én mutatta be.

## A történet
María Isabel Sánchez (Adela Noriega) egy kedves, szegény bennszülött lány. Apjával, Pedróval (José Carlos Ruiz) és annak második feleségével, Chonával (Mónica Miguel) él, aki gyűlöli María Isabelt. Legjobb barátnője Graciela Pereira (Ilse Vidal), Felix Pereira (Jorge Vargas), a gazdag, ám kegyetlen, arrogáns ember lánya. A két lány testvérként nő fel.
Graciela beleszeret egy mérnökbe, Leobardo Rangelbe (Alejandro Aragón), de apja ellenzi a kapcsolatot. Később Graciela teherbe esik, de mivel fél apja haragjától, María Isabel társaságában elhagyja szülővárosát, ám előtte megtudja, hogy Leobardo meghalt egy balesetben. A két lány Guadalajarába utazik, ahol Graciela megszüli kislányát, de a szülés után szívrohamot kap és meghal. María Isabel visszatér a fővárosba, ahol többféle munkát is elvállal, hogy fel tudja nevelni Graciela kislányát, Rosa Iselát (Ximena Sarinana). Néhány évvel később megismerkedik a kedves, jóképű mérnökkel, Ricardo Mendiolával (Fernando Carillo), aki felveszi a házába cselédnek. María Isabel idővel beleszeret Ricardóba, de hosszú évekig titokban tartja. Egy véletlen folytán azonban kénytelen bevallani szerelmét, ekkor Ricardo rájön, hogy ő is szerelmes a lányba, és úgy dönt, hogy feleségül veszi. A családjából mindenki a házasság ellen van, de idővel kiderül, hogy az igaz szerelem győzedelmeskedik-e a arrogancia és a társadalmi különbségek felett.

## Szereposztás
| Szereplő                         | Színész                 | Magyar hang       |
| -------------------------------- | ----------------------- | ----------------- |
| María Isabel Sánchez de Mendiola | Adela Noriega           | Zakariás Éva      |
| Ricardo Mendiola                 | Fernando Carrillo       | Viczián Ottó      |
| Rigoberto                        | Rafael Rojas            |                   |
| Manuela                          | Patricia Reyes Spíndola | Szilágyi Zsuzsa   |
| Félix Pereira                    | Jorge Vargas            | Horányi László    |
| Rosaura Mendiola                 | Lilia Aragón            | Győri Ilona       |
| Pedro Sánchez                    | José Carlos Ruiz        | Gyürki István     |
| Chona de Sánchez                 | Mónica Miguel           | Illyés Mari       |
| Déborah Serrano                  | Emoé de la Parra        |                   |
| Cristóbal                        | Marcelo Buquet          |                   |
| Amargura                         | Aurora Clavel           |                   |
| Iris                             | Ana Luisa Peluffo       |                   |
| Mireya Serrano                   | Sabine Moussier         | Román Judit       |
| Ramón                            | Abraham Ramos           |                   |
| Leobardo Rangel                  | Alejandro Aragón        |                   |
| Graciela Pereira                 | Ilse Vidal              | Hámori Eszter     |
| Andrés                           | Raúl Araiza             | Bozsó Péter       |
| Rómulo Altamirano                | Juan Felipe Preciado    | Várday Zoltán     |
| Gilberto                         | Rodrigo Vidal           |                   |
| Lucrecia Fontaner                | Lorena Herrera          | Kecskés Karina    |
| Armando Noguera                  | Roberto Ballesteros     |                   |
| Rubén                            | Jorge Salinas           |                   |
| Dr. Rivas                        | Guillermo Aguilar       |                   |
| Chole                            | Isabel Martínez         | Rátonyi Hajni     |
| José Luis                        | Javier Herranz          |                   |
| Micaela                          | Angelina Peláez         | Bókai Mária       |
| Nicolás                          | Charly López            | Karácsonyi Zoltán |
| Elisa de Mendiola                | Susana González         | Horváth Lili      |
| Antonio Altamirano               | Valentino Lanús         |                   |
| Matilde                          | Patricia Martínez       |                   |
| Dr. Carmona                      | Julio Monterde          |                   |
| Rosa Isela Rangel Pereira        | Ximena Sarinana         |                   |
| Gloria Mendiola (10 éves)        | Violeta Isfel           |                   |
| Gloria Mendiola (6 éves)         | Andrea Lagunes          |                   |
| Josefina                         | Yadhira Carrillo        |                   |
| Gabriel                          | Sergio Basáñez          |                   |
| Gloria Mendiola                  | Paola Otera             |                   |
| Salvador atya                    | Guillermo Rivas         |                   |
| Sonia                            | Tania Vázquez           |                   |
| Igazgatóasszony                  | Magda Guzmán            |                   |
| Luis Torres                      | Ernesto Laguardia       |                   |